# Бойтель, Педро Луис
Педро Луис Бойтель (исп. Pedro Luis Boitel; 13 мая 1931, Ховельянос, Матансас — 25 мая 1972, Гавана) — кубинский поэт, писатель и диссидент, бывший в оппозиции режимам Фульхенсио Батисты и Фиделя Кастро. В 1961 году был приговорён к десяти годам лишения свободы за «контрреволюционную деятельность». Умер в тюрьме во время голодовки в знак протеста.

## Биография
Педро Луис Бойтель родился в бедной семье, эмигрировавшей на Кубу из Пикардии во Франции. Поступил в Гаванский университет, где, одновременно с обучением на инженерном факультете, работал радиотехником. В 1950 году выступил против правительства Фульхенсио Батисты и был вынужден эмигрировать в Венесуэлу, где примкнул к местным революционерам во главе с Ромуло Бетанкуром, поставившим целью свержение военной диктатуры Маркоса Переса-Хименеса. Работал на подпольной радиостанции.
После Кубинской революции вернулся на родину и возобновил учёбу в Гаванском университете. В 1959 году баллотировался от «Движения 26 июля» в президенты студенческой федерации университета. Хотя «Движение 26 июля» возглавлял сам Фидель Кастро, он с соратниками отказался поддержать кандидатуру Педро Луиса Бойтеля. Фидель Кастро лично вмешался в студенческие выборы в Гаванском университете. Педро Луис Бойтель был заменён Роландо Кубеласом. Вероятно, причиной такого отношения к нему были христианские убеждения поэта.
Поняв, что один режим сменил другой, сформировал подпольную организацию, «Движение возобновления революции». В 1961 году он был арестован, обвинен в заговоре против государства и приговорен к десяти годам тюремного заключения. Срок отбывал в тюрьме для политических заключённых — Замок принца в Гаване. Подвергался пыткам и издевательствам. Репрессии коснулись и его матери, которую неоднократно унижала тюремная администрация, когда она приходила на свидания к сыну.
По истечении срока заключение было продлено официальными властями Кубы и стало бессрочным. Межамериканская комиссия по правам человека выразила протест кубинскому правительству, указав на то, что оно нарушило статью I Американской декларации прав и обязанностей человека, отказав заключенному в лечении. Поэт попросил разрешения покинуть Кубу, но его просьба была отклонена.
3 апреля 1972 года он объявил голодовку, выступив против бесчеловечных условий, в которых содержались заключённые. Голодовка без медицинской помощи длилась 53 дня. Педро Луис Бойтель умер 25 мая 1972 года. Позднее о последних днях жизни поэта рассказал его близкий друг, поэт Армандо Вальядарес. Он был похоронен в безымянной могиле на кладбище Колон в Гаване.

## Видеозаписи
- Martires Cubanos. Quien Fue Pedro Luis Boitel?  (исп.)